# بينوا كلير
بينوا كلير (بالفرنسية: Benoît Clair)‏ هو صحفي فرنسي، ولد في 1953.